# Pablo Velázquez
Pablo César Leonardo Velázquez Centurión (Asunción, Paraguay, 12 de marzo de 1987) es un futbolista paraguayo de ascendencia colombiana. Juega de delantero y actualmente se desempeña en el Club River Plate de la División Intermedia de Paraguay.

## Trayectoria
Se inició en las divisiones inferiores del club Atlántida, donde llegó a marcar 45 goles en el torneo de la Sub-15. Más tarde, en 2003, pasó a Libertad para el que convirtió cuatro tantos, sin ser alistado en la mayoría de partidos. El primer gol de su carrera profesional lo anotó en su debut mismo, el 10 de diciembre de 2005 frente al 12 de  Octubre, por la última fecha del torneo Clausura.
En 2009, es cedido a préstamo a Rubio Ñu. Allí encuentra la oportunidad de jugar con regularidad y la aprovecha en gran forma al convertirse en el máximo goleador del torneo Apertura, con 16 tantos en 20 partidos, ausentándose únicamente en los dos que su equipo disputó ante Libertad, por cláusula de contrato.
Producto de tales actuaciones, a mitad de año empezaron a sonar ofertas de probables transferencias. La primera llegó en julio de parte de River Plate de Argentina, que estaba interesado en contar con sus servicios para el segundo semestre del año. Sin embargo, no llegó a concretarse en aquel momento debido a que el club argentino pretendía adquirirlo en calidad de préstamo a un precio bastante inferior al fijado por el dueño del pase, Libertad.
Éste, a través de un anuncio hecho por su propio presidente, Horacio Cartes, tasó la ficha del delantero en US$ 3.000.000 de dólares. Algunas semanas después, se presentó la segunda posibilidad para emigrar, pero otra vez no se consumó debido a que Pablo rechazó la oferta del CSKA Sofía, de Bulgaria, cuyo entrenador fue personalmente hasta Asunción para observarlo en un amistoso en el que se lució anotando un gol de tiro libre. El jugador explicó que prefería seguir en Rubio Ñu porque no le convenció la propuesta de ir a militar en una liga alejada de la atención en su país.
Luego, en agosto, apareció un nuevo intento de River, aunque en esta ocasión las tratativas llegaron a estar bastante cerca del acuerdo. Incluso, su transferencia en algún momento se dio como un hecho, a tal punto que el cuadro de la banda roja lo anotó en el libro de pases de la AFA, pero finalmente no hubo consenso entre Libertad y River Plate al negociar la forma de pago (en cuotas o al contado). Casi al instante, llegó la oferta de otro equipo argentino, el San Lorenzo de Almagro.
Y por enésima vez fue rápidamente desechada debido a que River denunció que el jugador no había sido inscripto días atrás por la entidad azulgrana en el libro de pases antes de cerrarse, requisito indispensable para efectuar el traspaso.
Pasadas las especulaciones de probables transferencias, Velázquez continuó su carrera en Rubio Ñu para el que en el torneo Clausura marcó 10 goles en 19 partidos jugados, totalizando 26 conquistas en 39 apariciones de 44 posibles, siendo así el máximo artillero de la temporada. En la misma sólo estuvo ausente cinco veces: cuando Rubio Ñu jugó ante el club dueño de su ficha, Libertad (por cláusula de contrato), y cuando fue baja por lesión.
Faltando pocos días para la culminación del año, Velázquez retornó a Libertad. El 2 de febrero de 2010 convirtió sus primeros dos goles en una competencia internacional, siendo además fundamentales para la clasificación de su equipo. Fue en el marco de la primera fase de la Copa Libertadores de América ante el Táchira de Venezuela al que venció por marcador global de 3-2 accediendo así a la fase de grupos del certamen continental.
En enero de 2011 y luego de arduas negociaciones es transferido al Club Atlético San Lorenzo de Almagro de Argentina, cumpliendo así su sueño de jugar en el fútbol argentino.
Debuta en el equipo conducido por Ramón Díaz el 20 de enero en un partido amistoso con Godoy Cruz de Mendoza en su estadio, consiguiendo marcar su primer gol en Argentina al ejecutar un penal en el minuto 45 de la primera mitad.
En la fecha 4 del Torneo Clausura 2011 logró marcar su primer gol oficial contra All Boys, y luego volvió a marcar en la fecha 12 contra su clásico rival, Huracán. La poca cantidad de anotaciones conseguidas, teniendo en cuenta que había llegado como goleador, más la deuda que se mantenía con él, llevaron a que rescindiera su contrato de común acuerdo, seis meses antes de tiempo.

### Deportivo Toluca
El 4 de julio de 2013, Velázquez ficha para el Deportivo Toluca de la Liga Bancomer MX, después de terminar su contrato con el Club Libertad. El paraguayo fue una petición de su compatriota José Saturnino Cardozo, ya que necesitaba un goleador.
Velázquez debuta en la jornada 1 del Apertura 2013, entrando de cambio en el segundo tiempo, sin embargo no consiguió evitar la derrota 1-0 con Pachuca. Su primera anotación se dio en la jornada 2 del mismo torneo contra Monarcas, a quien Toluca venció 4-3.
Siendo su primer torneo, Velázquez consigue el campeonato de goleo con 12 anotaciones, por encima de Mauro Boselli quien consiguió 11, así como terminar el torneo con Toluca en el quinto lugar y en liguilla llegar hasta semifinales, perdiendo la serie contra América por marcador de 3-2. Velázquez es el séptimo jugador del conjunto escarlata en lograr el título de goleo individual (José Cardozo lo consiguió en 4 ocasiones, además de ser el máximo goleador del equipo).

### Atlético Nacional de Colombia
Fue prestado al Club Atlético Nacional de Colombia, con la ilusión de ser el nuevo goleador que venía de ser en México, pero no aprovechó las oportunidades, y no mostró esa garra que caracteriza a los paraguayos, se mostró como un jugador muy discreto
Monarcas de morelia
En el dratf de junio del 2015, fue prestado a Monarcas de Morelia con una nueva esperanza de convertirse en goleador, lastimosamente su nivel siguió en decaimiento anotando solamente 11 goles en dos torneos.

## Selección nacional
En octubre de 2009 fue citado por primera vez para integrar la selección absoluta de Paraguay. Antes había conformado la Sub-20 que participó del Sudamericano de la categoría disputado en su país durante enero de 2007.

## Clubes
| Club                | País                | Año                 | PJ  | Goles |  |
| ------------------- | ------------------- | ------------------- | --- | ----- |  |
| Libertad            | Paraguay            | 2005 - 2008         | 127 | 39    |  |
| Rubio Ñu            | Paraguay            | 2009                | 39  | 26    |  |
| Libertad            | Paraguay            | 2010                | 46  | 13    |  |
| San Lorenzo         | Argentina           | 2011                | 17  | 2     |  |
| Libertad            | Paraguay            | 2011 - 2013         | 94  | 32    |  |
| Toluca              | México              | 2013 - 2014         | 66  | 30    |  |
| Atlético Nacional   | Colombia            | 2015                | 16  | 3     |  |
| Monarcas Morelia    | México              | 2015                | 37  | 11    |  |
| Cerro Porteño       | Paraguay            | 2016 - 2017         | 36  | 6     |  |
| Club Necaxa         | México              | 2017 - 2018         | 14  | 4     |  |
| Guaraní             | Paraguay            | 2018                | 30  | 6     |  |
| Nacional            | Paraguay            | 2019                | 12  | 0     |  |
| Gimnasia (LP)       | Argentina           | 2019                | 10  | 1     |  |
| Banfield            | Argentina           | 2020                | 4   | 0     |  |
| General Díaz        | Paraguay            | 2020                | 0   | 0     |  |
| River Plate         | Paraguay            | 2022                | 0   | 0     |  |
| Total en su carrera | Total en su carrera | Total en su carrera | 548 | 160   |  |

### Goles en la Copa Libertadores
| Resultados | Resultados | Resultados | Resultados        | Lugar            | Estadio                      | Fecha                 | Temporada | Gol(es) |
| ---------- | ---------- | ---------- | ----------------- | ---------------- | ---------------------------- | --------------------- | --------- | ------- |
| Libertad   | 3          | 1          | Deportivo Táchira | Asunción         | Estadio Defensores del Chaco | 2 de febrero de 2010  | 2010      | 2 goles |
| Libertad   | 2          | 0          | Lanús             | Lanús            | Estadio Ciudad de Lanús      | 9 de febrero de 2010  | 2010      | 1 gol   |
| Libertad   | 4          | 1          | El Nacional       | Asunción         | Estadio Dr. Nicolás Leoz     | 31 de enero de 2012   | 2012      | 1 gol   |
| Libertad   | 2          | 1          | Nacional          | Asunción         | Estadio Dr. Nicolás Leoz     | 5 de abril de 2012    | 2012      | 1 gol   |
| Libertad   | 1          | 1          | Cruz Azul         | Ciudad de México | Estadio Azul                 | 1 de mayo de 2012     | 2012      | 1 gol   |
| Libertad   | 2          | 0          | Palmeiras         | Asunción         | Estadio Dr. Nicolás Leoz     | 28 de febrero de 2013 | 2013      | 1 gol   |
| Libertad   | 1          | 1          | Sporting Cristal  | Lima             | Estadio Nacional             | 12 de marzo de 2013   | 2013      | 1 gol   |
| Libertad   | 3          | 5          | Tigre             | Asunción         | Estadio Dr. Nicolás Leoz     | 18 de abril de 2013   | 2013      | 1 gol   |

Para un total de 9 goles.

### Goles en la Copa Sudamericana
| Resultados    | Resultados | Resultados | Resultados      | Lugar       | Estadio                      | Fecha                   | Temporada | Gol(es) |
| ------------- | ---------- | ---------- | --------------- | ----------- | ---------------------------- | ----------------------- | --------- | ------- |
| Libertad      | 1          | 0          | Liga de Quito   | Asunción    | Estadio Dr. Nicolás Leoz     | 17 de noviembre de 2011 | 2011      | 1 gol   |
| Cerro Porteño | 2          | 0          | Fénix           | Asunción    | Estadio Defensores del Chaco | 17 de agosto de 2016    | 2016      | 1 gol   |
| 12 de Octubre | 1          | 0          | Rosario Central | Villa Elisa | Estadio Luis Alfonso Giagni  | 20 de abril de 2021     | 2021      | 1 gol   |

Para un total de 3 goles.

## Palmarés

### Torneo Nacionales
| Título                       | Equipo   | País     | Año  |
| ---------------------------- | -------- | -------- | ---- |
| Primera División de Paraguay | Libertad | Paraguay | 2006 |
| Primera División de Paraguay | Libertad | Paraguay | 2007 |
| Torneo Apertura              | Libertad | Paraguay | 2008 |
| Torneo Clausura              | Libertad | Paraguay | 2008 |
| Torneo Clausura              | Libertad | Paraguay | 2010 |
| Torneo Clausura              | Libertad | Paraguay | 2012 |
| Copa Paraguay                | Guaraní  | Paraguay | 2018 |

## Distinciones individuales
| Distinción                           | Año  |
| ------------------------------------ | ---- |
| Máximo Goleador Torneo Apertura 2009 | 2009 |
| Máximo Goleador Torneo Apertura 2013 | 2013 |

## Legado Deportivo
Su abuelo materno fue Pablo "Arepas" Centurión, quien representó a la Selección de Paraguay en el Mundial de 1950 y durante 16 años jugaría con éxito en el fútbol de Colombia.
Su madre nació en la ciudad de Bogotá de ahí su ascendencia colombiana.